# Марія Анто
Марія Анто, справжнє ім'я — Марія Чарнецька (Антошкевич) (15 грудня 1936, Варшава — 10 квітня 2007, Варшава) — польська живописиця.
Дочка Тадеуша Чарнецького та Юзефіни Неллі Егерсдорф, одна з перших студенток філософського факультету Варшавського університету (у 1918—1922 роках). За біографіями музею Варшавського повстання, її батько Тадеуш Чарнецький (псевдонім Ушицький) та інші близькі родичі брали участь у Варшавському повстанні. Є матір'ю Кристини Антошкевич, Зузанни Янін, Едварда Антошкевича та Станіслава Цесляка.

## Біографія
Закінчила факультет живопису Академії образотворчих мистецтв у Варшаві в 1962 році. Брала участь, серед інших, на Бієнале в Сан-Паулу в 1963 році та на понад 70 індивідуальних та багатьох групових виставках вдома та за кордоном. Лауреат багатьох нагород та відзнак за свою працю та окремі твори. Її картини є в національних та світових колекціях, в тому числі у Національному музеї у Варшаві, галереї Захента у Варшаві або музеї Карлсруе, Музей сучасного мистецтва в Стокгольмі та приватні колекції.
Згідно з дослідженням Міхала Яхули, куратора ретроспективи художниці, та розповідей її дочки, Марія Анто створила сильні емоційні твори на межі сюрреалізму, фантазії та примітивного живопису. У 70-х її творчість пов'язана була з галереєю Кортина в Мілані. Приятелювала з Діно Буццаті, Максом Ернстом та Міхалом Валіцьким, які написали есе до її каталогу індивідуальної виставки в Галереї «Захетта» в 1966 році. Яхула та Янін стверджують, що критики порівнювали її з Фрідою Кало, Івом Тангі, Максом Ернстом, Джорджо де Кіріко та Анрі Руссо, «створила, однак, цілковито свій, індивідуальний та неповторний стиль». Її картини, як передбачається, виражають — «подолані магічною уявою та ерудицією» — страхи та травми, отримані завдяки переживанням дитинства в окупованій Варшаві, смерті близьких людей та виживання на шляху до німецького табору.
Художниця була організатором мистецького життя під час воєнного стану в Польщі. У її будинку та студії під час бойкоту офіційних установ під час і після воєнного стану (1982—1986 років) відбувалися виставки та збори самвидаву, організовувала виставки, стала співтворцем Солідарності Художників, продовжувала одночасно розвивати свою творчість.
Померла 10 квітня 2007 року, похована в Повозках у сімейній могилі Чарнецьких (розділи 57-1-26).
На рубежі 2017 та 2018 років у Національній галереї мистецтв «Захтета» у Варшаві відбулася посмертна ретроспективна виставка творів художниці.

## Мистецька премія Марії Анто та Ельзи фон Фрейтаг-Лорінгховен
У 2018 році Зузанна Янін від імені Фонду «Місце мистецтва» заснувала «Премію мистецтва» імені Марії Анто та Ельзи фон Фрейтаг-Лорінгховен в галузі візуального мистецтва у 3 категоріях:
- нагорода для молодої художниці
- нагорода за досягнення та мистецьке ставлення для польської художниці
- премія за досягнення та мистецьке ставлення для іноземної художниці.

У перші роки премія буде призначена лише для жінок-художниць. У 2018 році нагороди отримали: Аделіна Цімохович, Катажина Гурна та Каролі Шніман. Церемонія нагородження відбулася 15 грудня 2018 року в Національній галереї мистецтв в Захетті у символічний день народження Марії Анто та річниці смерті Ельзи фон Фрейтаг-Лортінгховен . У 2019 році приз отримали: Катажина Кукула, Тереза Гержинська та Філіда Барлоу. Церемонія нагородження відбулася 15 грудня 2019 року в Музеї сучасного мистецтва у Варшаві.